# Mansbridge One on One

Mansbridge One on One est une émission d'information canadienne hebdomadaire de la CBC mettant en vedette le chef d'antenne de CBC News Peter Mansbridge, interviewant des personnalités faisant l'actualité canadienne. L'émission a été diffusée la première fois en 1999.